# Пиготт, Эдуард
Эдуард Пиготт (англ. Edward Pigott, 27 марта 1753 − 26 июня 1825) — английский астроном.

## Биография
Родился в Бате (по другим данным — в Уиттоне, Мидлсекс). С ранних лет помогал своему отцу, любителю астрономии Натаниелю Пиготту, проводить астрономические наблюдения (в 1769 они совместно наблюдали прохождение Венеры по диску Солнца). С 1781 проводил наблюдения в собственной обсерватории в Бутаме (Йоркшир), с 1795 — в Бате.
Основные труды в области изучения переменных звёзд, наряду с Дж. Гудрайком является основоположником планомерного изучения звёздной переменности. В 1779 открыл Чёрный Глаз (галактика), в 1784 открыл переменность η Орла, в 1795 сообщил об открытии им изменений блеска у звёзд R Северной Короны и R Щита. В 1786 составил первый каталог переменных звёзд, который содержал 12 объектов. Открыл 3 кометы, определил собственные движения некоторых звёзд, опубликовал ряд статей о методах наблюдений звёзд с пассажными инструментами.

## Память
В честь Эдуарда Пиготта и его отца назван астероид № 10220, открытый Роем Такером в обсерватории Гудрайк-Пиготт в США, названной в честь Эдуарда и его друга Джона Гудрайка.